# Выборы в Саратовскую областную думу (2007)
В соответствии с изменениями федерального законодательства, с 2003 г. на выборах органов законодательной власти субъектов Российской Федерации не менее 50% депутатов должны избираться по пропорциональной системе. В связи с этим число депутатов Саратовской областной думы было увеличено до 36 человек, из которых 18 избирались по одномандатным округам, а 18 - по партийным спискам с заградительным барьером 7%. 

## Предшествующие события
В соответствии с требованиями федерального законодательства  не менее 50% депутатов областной думы должный избираться по пропорциональной основе. Для выполнения этих требований число депутатов было увеличено до 36 человек (ранее 35), 18 из которых будут избираться по партийным спискам с заградительным барьером 7%. Для распределения мандатов используется метод делителей Империали. Списки, на усмотрение партий, могли быть едиными или делиться на территориальные группы.

## Ключевые даты
- 9 июня 2007 г. - избирательная комиссия Саратовской области определила схему одномандатных избирательных округов
- 29 августа  - выборы депутатов Саратовской областной думы 4-го созыва назначены на 2 декабря 2007 г.[2]
- 31 августа  - Избирательная комиссия Саратовской области утвердила календарный план мероприятий по подготовке и проведению выборов
- до 17 октября - период представления документов для регистрации кандидатов и списков
- с 3 по 30 ноября - период агитации в СМИ.
- 1 декабря - день тишины
- 2 декабря  - день голосования
- 6 декабря  - подведены итоги выборов и принято постановление избирательной комиссии Саратовской области "Об установлении общих результатов выборов депутатов Саратовской областной Думы четвертого созыва" [3]

## Участники

### Партийные списки
Всего было выдвинуто 7 списков, зарегистрировано 5.
| Номер в бюллетене | Партия                                    | лидер списка                      | территориальных групп | Кандидатов в списке | Статус списка      |
| ----------------- | ----------------------------------------- | --------------------------------- | --------------------- | ------------------- | ------------------ |
| 1                 | Единая Россия                             | Ипатов, Павел Леонидович          | -                     | 33                  | зарегистрирован    |
| 2                 | КПРФ                                      | Рашкин, Валерий Фёдорович         | 18                    | 39                  | зарегистрирован    |
| 3                 | Справедливая Россия                       | Тюхтин Виктор Иванович            | 5                     | 21                  | зарегистрирован    |
| 4                 | РОДП "Яблоко"                             | Коннычев Дмитрий Викторович       | 7                     | 10                  | зарегистрирован    |
| 5                 | ЛДПР                                      | Гризоглазов Константин Леонидович | -                     | 12                  | зарегистрирован    |
| -                 | Российская экологическая партия «Зелёные» | Нагибин Андрей Николаевич         | -                     | 9                   | не зарегистрирован |
| -                 | Партия социальной справедливости          | Илюхин Лев Николаевич             | -                     | 9                   | не зарегистрирован |

### Одномандатные округа
| Партия | Партия              | Кандидатов | Кандидатов       |
| Партия | Партия              | Выдвинуто  | Зарегистрировано |
| ------ | ------------------- | ---------- | ---------------- |
|        | Единая Россия       | 18         | 18               |
|        | КПРФ                | 18         | 18               |
|        | ЛДПР                | 11         | 11               |
|        | Справедливая Россия | 16         | 15               |
|        | Патриоты России     | 7          | 5                |
|        | РОДП Яблоко         | 8          | 0                |
|        | Самовыдвижение      | 44         | 28               |
| Всего  | Всего               | 122        | 95               |

## Результаты
|                            | «Единая Россия»            | 742 454   | 60,78 % | 14 | 16 | 30 | 83,33 % |  |  |  |  |
|                            | КПРФ                       | 173 280   | 14,19 % | 2  | 0  | 2  | 5,56 %  |  |  |  |  |
|                            | «Справедливая Россия»      | 165 084   | 13,52 % | 2  | 1  | 3  | 8,33 %  |  |  |  |  |
|                            |                            |           |         |    |    |    |         |  |  |  |  |
|                            | «ЛДПР»                     | 73 137    | 5,99 %  | 0  | 0  | 0  | 0 %     |  |  |  |  |
|                            | «Яблоко»                   | 31 166    | 2,55 %  | 0  | 0  | 0  | 0 %     |  |  |  |  |
|                            | Самовыдвижение             |           |         |    | 1  | 1  | 2,77 %  |  |  |  |  |
| Действительные бюллетени   | Действительные бюллетени   | 1 185 121 | 97,02 % |    |    |    |         |  |  |  |  |
| Недействительные бюллетени | Недействительные бюллетени | 36 339    | 2,98 %  |    |    |    |         |  |  |  |  |
| Всего                      | Всего                      | 1 221 460 | 100 %   | 18 | 18 | 36 | 100 %   |  |  |  |  |
|                            |                            |           |         |    |    |    |         |  |  |  |  |
| Явка                       | Явка                       | 1 225 638 | 61,37 % |    |    |    |         |  |  |  |  |
| Общее число избирателей    | Общее число избирателей    | 1 997 276 |         |    |    |    |         |  |  |  |  |

### Избранные депутаты

#### По партийным спискам
| Партия                | № мандата (в партийном списке) | ФИО депутата                   |
| --------------------- | ------------------------------ | ------------------------------ |
| «Единая Россия»       | 1 (2)                          | Радаев Валерий Васильевич      |
| «Единая Россия»       | 2 (3)                          | Суровов Сергей Борисович       |
| «Единая Россия»       | 3 (4)                          | Глозман Семен Моисеевич        |
| «Единая Россия»       | 4 (5)                          | Лосина Алевтина Вальтеровна    |
| «Единая Россия»       | 5 (6)                          | Алёшина Марина Владимировна    |
| «Единая Россия»       | 6 (7)                          | Кискин Михаил Юрьевич          |
| «Единая Россия»       | 7 (8)                          | Курихин Сергей Георгиевич      |
| «Единая Россия»       | 8 (9)                          | Ландо Александр Соломонович    |
| «Единая Россия»       | 9 (10)                         | Мажаров Леонид Александрович   |
| «Единая Россия»       | 10 (13)                        | Фадеев Денис Владиславович     |
| «Единая Россия»       | 11 (14)                        | Ковалёв Евгений Петрович       |
| «Единая Россия»       | 12 (15)                        | Баканов Сергей Геннадьевич     |
| «Единая Россия»       | 13 (16)                        | Чернощёков Леонид Николаевич   |
| «Единая Россия»       | 14 (17)                        | Комкова Галина Николаевна      |
| КПРФ                  | 1 (2)                          | Афанасьев Сергей Николаевич    |
| КПРФ                  | 2 (3)                          | Алимова Ольга Николаевна       |
| «Справедливая Россия» | 1 (1)                          | Тюхтин Виктор Иванович         |
| «Справедливая Россия» | 2 (3)                          | Пожаров Владимир Александрович |

#### По одномандатным округам
| №  | Округ         | ФИО депутата                     | Партия                |
| -- | ------------- | -------------------------------- | --------------------- |
| 1  | Волжский      | Россошанский Андрей Владимирович | «Единая Россия»       |
| 2  | Заводской     | Исаев Михаил Александрович       | самовыдвиженец        |
| 3  | Октябрьский   | Чукалин Николай Михайлович       | «Единая Россия»       |
| 4  | Кировский     | Писной Леонид Александрович      | «Единая Россия»       |
| 5  | Ленинский     | Синичкин Василий Павлович        | «Единая Россия»       |
| 6  | Ленинский     | Водяненко Игорь Михайлович       | «Единая Россия»       |
| 7  | Вольский      | Семенец Николай Яковлевич        | «Единая Россия»       |
| 8  | Аткарский     | Щербаков Виктор Владимирович     | «Единая Россия»       |
| 9  | Петровский    | Заигралов Юрий Александрович     | «Единая Россия»       |
| 10 | Балашовский   | Самсонова Зинаида Михайловна     | «Справедливая Россия» |
| 11 | Калининский   | Галкин Олег Александрович        | «Единая Россия»       |
| 12 | Энгельсский   | Шлычков Евгений Иванович         | «Единая Россия»       |
| 13 | Энгельсский   | Богомолов Сергей Евгеньевич      | «Единая Россия»       |
| 14 | Краснокутский | Большеданов Павел Владимирович   | «Единая Россия»       |
| 15 | Ершовский     | Кузнецов Николай Иванович        | «Единая Россия»       |
| 16 | Пугачёвский   | Капкаев Владимир Васильевич      | «Единая Россия»       |
| 17 | Балаковский   | Ефремов Евгений Семёнович        | «Единая Россия»       |
| 18 | Балаковский   | Соловьёв Владимир Александрович  | «Единая Россия»       |

- Отказались от мандатов: Павел Ипатов ("Единая Россия", остался губернатором Саратовской области) и Валерий Рашкин (КПРФ, избран депутатом Государственной Думы РФ).
- 19 депутатов из третьего созыва областной думы переизбраны вновь.